# Округ Андерсон (Јужна Каролина)
Округ Андерсон (енгл. Anderson County) је округ у америчкој савезној држави Јужна Каролина. По попису из 2010. године број становника је 187.126.

## Демографија
Према попису становништва из 2010. у округу је живело 187.126 становника, што је 21.386 (12,9%) становника више него 2000. године.
| Група             | 2000.           | 2010.           |
| Белци             | 134.151 (80,9%) | 147.362 (78,8%) |
| Афроамериканци    | 27.491 (16,6%)  | 30.020 (16,0%)  |
| Азијати           | 703 (0,4%)      | 1.405 (0,8%)    |
| Хиспаноамериканци | 1.832 (1,1%)    | 5.447 (2,9%)    |
| Укупно            | 165.740         | 187.126         |